# José Maria de Carvalho Sales
José Maria de Carvalho Sales, mais conhecido como Zé Maria (Belém, 3 de dezembro de 1939 — Recife, 21 de março de 2021), foi um futebolista brasileiro que atuava como lateral-direito e meio-campista.
Participou com a Seleção Brasileira de Futebol na Copa América de 1959 no Equador.

## Carreira

### Futebol paraense
Nasceu em Belém do Pará no ano de 1931, filho de Maria Luíza e Francisco Sales. Começou sua carreira aos 17 anos no juvenil do Remo. Depois, esteve também nas categorias de base do Paysandu, mas seu primeira equipe no futebol adulto foi a do Paulista, com a qual disputou o campeonato paraense de 1950.
Em fevereiro de 1951 integrou a Seleção Paraense de amadores que disputou o Campeonato Brasileiro de Seleções Estaduais da categoria,  pelas exibições promissores feitas com o Paulista. Embora fosse eliminado pelo Amazonas no segundo mata-mata, Zé Maria terminou reconhecido e contratado pela Tuna Luso.
Pelo restante do ano de 1951, Zé Maria, ocasionalmente escalado como centromédio, integrou a campanha tunante campeã paraense daquele ano. Em um dos clássicos com o Remo, em outubro, foi na vitória tunante de 3—1 especialmente elogiado por O Liberal: "o número um dos vinte e dois jogadores em campo. Não é preciso dizer mais nada".
Como campeã paraense de 1951, a Tuna participou, já em maio de 1952, do "Torneio dos Campeões do Norte–Nordeste", organizado no Recife pelo Náutico, com participação também de América de Natal, Ceará, Confiança, CRB, Treze e Ypiranga. Os paraenses chegaram à decisão, perdida para o anfitrião Náutico. Nela, foi apontado pelo Diario de Pernambuco como "a figura mais destacada da intermediária, distribuindo com visão notável, embora sem realizar uma segura marcação".
Também no primeiro semestre de 1952, Zé Maria disputou o Brasileiro de Seleções Estaduais, dessa vez com o selecionado principal do Pará, embora seguisse sendo formalmente amador. Foi titular na conquista simbólica de "campeão do Norte" por triunfos sobre Amapá, Maranhão e Rio Grande do Norte. Mas fora seu desempenho no Recife pelo Torneio dos Campeões que chamou a atenção dos três principais clubes de Pernambuco: em depoimento publicado em 2013 no livro Gigantes do Futebol Paraense, o próprio Zé Maria explicou:
| “ | Eu via no Pará muitos jogadores terminarem suas carreiras como supercraques, porque não tinham coragem de sair. Quando eu vim jogar no Recife, pela Tuna, no Torneio dos Campeões, os dirigentes do Sport, do Náutico e do Santa Cruz me procuraram; mas o responsável mesmo pela minha transferência para o futebol pernambucano fui eu mesmo, apesar do Sr. Manoel Ribas, conselheiro do Sport, ter ido me buscar em Belém, em 1952. Não custei quase nada, porque fui eu quem procurou o clube. Eu era amador e os dirigentes da Tuna, na época, queriam um valor para que pudessem me liberar. Eu não aceitei e disse: 'ou vocês me liberam para o Sport ou eu abandono o futebol. Foi quando eles decidiram me liberar mediante o pagamento de uma quantia simbólica". | ” |

Ainda assim, sua aquisição por 80 mil cruzeiros teria sido então um recorde pago por um jogador da Região Norte do Brasil.

### Futebol pernambucano e seleção brasileira
Zé Maria, também conhecido como Zé do Norte, foi campeão pelo Sport nos anos de 1953, 1955 (ano do cinquentenário do clube) e 1958, chegando a recusar proposta do Sporting ao não se interessar por jogar em Portugal. Também teria recusado ofertas do Fluminense, do São Paulo e de outra equipe portuguesa, a do Vitória de Guimarães, explicando ao mesmo livro de 2013 que "nunca me balancei e não me arrependo. Antigamente, você ficava como um patrimônio do clube". Além dos títulos estaduais, com o Sport ele também esteve em 1957 em amistoso contra o Real Madrid, em ocasião que serviu para inaugurar iluminação noturna do estádio Santiago Bernabéu.
Curiosamente, em 1959 ele enfrentou sua ex-equipe da Tuna Luso na edição inaugural da Taça Brasil de Futebol, tendo o Sport eliminado os paraenses. Ainda naquele ano, houve em dezembro uma Copa América realizada no Equador. Para ela a CBD fez-se representar pela Seleção Pernambucana, inclusive para a função de treinador, deixada com Gentil Cardoso. Zé Maria foi convocado à competição, tornando-se um dos poucos paraenses que defenderam a Seleção Brasileira.
Na volta da Copa América, os pernambucanos da chamada "seleção cacareco" fizeram grande papel também no Brasileiro de Seleções Estaduais que se desenrolou na virada de 1959 para 1960. Por ela, Zé Maria voltou a enfrentar os conterrâneos, dessa vez em duelo Pará contra Pernambuco, já em janeiro de 1960. O Pará havia eliminado Amapá, Maranhão, Ceará e Amazonas, mas perdeu em pleno estádio da Tuna por 6—2 e depois por 2—0 na Ilha do Retiro, resultados que fizeram de Pernambuco o simbólico "campeão do Norte", qualificando-se ao quadrangular final com as seleções paulista, carioca e mineira. Em 27 de janeiro, com Zé Maria, Pernambuco venceu por 3—2 os cariocas, mas o principal orgulho de Zé Maria foi o triunfo de 31 de janeiro sobre os paulistas.
A respeito, o livro de 2013 conteve a explicação dele de que "todos saíram maravilhados com a estupenda exibição da seleção cacareco. Foi uma jornada gloriosa, inesquecível, porque, além de Pelé, a equipe paulista era tricampeã nacional e contava com jogadores da seleção do Brasil, como Gylmar, Zito, Pepe, Oreco, Julinho e Chinesinho. Ao fim, justamente São Paulo terminaria campeã, mas com o vice-campeonato orgulhando Pernambuco, tornando-se uma "febre" local e inclusive fazendo do apelido "cacareco" deixar de ser pejorativo.
Radicando-se no Recife, Zé Maria casou-se com a pernambucana Etiene Souto Maior, em 1954; ele a conheceu precisamente nas arquibancadas da Ilha do Retiro, tiveram sete filhos e mais de uma dúzia de netos. Ao final de 1960, rumou ao Náutico e parou de jogar em 1964, após duas temporadas no América de Pernambuco, sendo reconhecido como um dos maiores cabeças de área do futebol local.
Faleceu em março de 2021, por complicações decorrentes de contágio anterior da COVID-19.

## Títulos
Tuna Luso
- Campeonato Paraense de Futebol: 1951

Sport
- Campeonato Pernambucano de Futebol: 1953, 1955 e 1958